# Veľké Dvorníky
Veľké Dvorníky (in ungherese Nagyudvarnok) è un comune della Slovacchia facente parte del distretto di Dunajská Streda, nella regione di Trnava.